# Axel Spies
Axel Spies (* 31. Oktober 1952 in Saarbrücken) ist ein deutscher Politiker (CDU). Er war von Mai 2012 bis 2017 Staatssekretär im saarländischen Ministerium für Finanzen und Europa.

## Persönliches
Axel Spies ist Vater zweier Kinder. Er ist Hobbykoch und Maler.

## Beruflicher Werdegang
Nach dem Abitur 1971 studierte er von 1971 bis 1976 Jura. Im Anschluss absolvierte er das Referendariat und war wissenschaftlicher Mitarbeiter an der Universität des Saarlandes. 1981 promovierte er dort.
Von 1979 bis 2012 übte er verschiedene Funktionen in der saarländischen Steuer- und Finanzverwaltung aus. Unter anderem war er persönlicher Referent des Ministers, Leiter des Finanzamtes in St. Ingbert und Leiter der Betriebsprüfung in Saarbrücken. Zuletzt war er Haushaltsdirektor des Finanzministeriums. Von 1992 bis 1994 war er zwischenzeitlich Leiter der Personalabteilung beim Saarländischen Rundfunk. Im Mai 2012 wurde Axel Spies zum Staatssekretär im saarländischen Finanz- und Europaministerium ernannt. 2017 trat er in den Ruhestand.

## Parteitätigkeit
Axel Spies saß von 1989 bis 1993 für die CDU im Stadtrat von St. Ingbert.